# St. Maries (Idaho)
St. Maries é uma cidade localizada no estado americano de Idaho, no Condado de Benewah.

## Demografia
Segundo o censo americano de 2000, a sua população era de 2652 habitantes.

## Geografia
De acordo com o United States Census Bureau tem uma área de
2,8 km², dos quais 2,8 km² cobertos por terra e 0,0 km² cobertos por água.

## Localidades na vizinhança
O diagrama seguinte representa as localidades num raio de 36 km ao redor de St. Maries.